# Alexandre Chazalet
Pas d'image ? Cliquez ici

a Compétitions nationales et continentales officielles uniquement.

b Matchs officiels uniquement.
Dernière mise à jour le 31 janvier 2024.
Alexandre Chazalet, né le 13 mars 1972 à Valence, est un joueur de rugby à XV, qui a joué avec l'équipe de France, et essentiellement avec le CS Bourgoin-Jallieu, évoluant au poste de troisième ligne (1,85 m pour 105 kg).

## Carrière de joueur
Il est champion de France Reichel B avec le Valence sportif en 1990.

### En équipe nationale
En octobre 1996, il fait partie de la sélection Sud-Est contre les Springboks.
Il a été sélectionné dans l'équipe de France A contre l'Irlande (en) et l'Angleterre.
Il a disputé un test match avec l'équipe de France le 16 juin 1999 contre l'équipe des Tonga.

### Avec les Barbarians
Le 11 novembre 1998, il joue avec les Barbarians français contre l'Argentine à Bourgoin-Jallieu. Les Baa-Baas s'imposent 38 à 30.

## Palmarès
- Finaliste du Championnat de France en 1997 avec le CS Bourgoin-Jallieu
- Vainqueur du Challenge européen en 1997 avec le CS Bourgoin-Jallieu
- Finaliste du Challenge européen en 1999 avec le CS Bourgoin-Jallieu
- Finaliste de Coupe de France en 1997 et 1999 avec le CS Bourgoin-Jallieu

## Statistiques en équipe nationale
- Sélection en équipe nationale : 1